# Azzano San Paolo
Azzano San Paolo – miejscowość i gmina we Włoszech, w regionie Lombardia, w prowincji Bergamo.
Według danych na styczeń 2009 gminę zamieszkiwały 7643 osoby przy gęstości zaludnienia 1815 os./1 km².